# Éder Camúzis
Éder Camúzis (Patos de Minas, 3 de Março de 1968) é um regente, compositor e arranjador de música coral e professor brasileiro.
Mudou-se para Brasília antes de completar seu primeiro ano de idade. Canta em coro desde os sete anos e, com a mesma idade, iniciou seus estudos em teoria musical — com a professora Cordélia Silveira — e em flauta doce. Por volta dos 13 anos, iniciou estudos em violão erudito, tendo estudado o instrumento por seis anos. Formou-se em Educação Musical pela Faculdade de Artes – DF (1986-1990) e é pós-graduado em Regência Coral pela UnB. Durante sua graduação teve sua primeira aula de regência e recebeu o cargo de regente assistente. Lecionou violão em escolas particulares de música e iniciação musical para crianças.
Em fevereiro de 1991, Éder Camúzis integrou o Coro Lírico do Teatro Nacional Cláudio Santoro e cantou a Nona sinfonia de Beethoven. No mesmo ano, ingressou na Escola de Música de Brasília para estudar canto lírico, tendo sido aluno de Dejanira Rossi, Niza Tank, Francisco Frias, Reina Boelens e Bartira Bilego. De março do mesmo ano até o ano de 1999, cantou no coro Madrigal de Brasília, tendo — em 1993 — cantado em turnê com o coro, no Chile. Em 1992, tornou-se professor de música da Secretaria de Educação.

## Regência
Ainda em 1992, até 2001, regeu o coro da Comunhão Espírita de Brasília. Em agosto de 1997 criou o Coro Feminino Cantares], o qual ainda encontra-se sob sua regência. No ano de 1998 regeu o coro do Centro Interescolar de Línguas (CIL), o coro musical no Festival Cantapueblo, em Mendoza, na Argentina. Entre 1999 e 2001, o coro, sob a regência de Éder Camúzis, cantou em cidades como Natal, Santos, Blumenau e Recife.
Passou ao cargo de regente titular do coro Madrigal de Brasília em outubro de 1999. Viajou e se apresentou com o coro por diversos lugares do Brasil e no exterior, como Atenas, Istambul — em 1994 — e Trelew — em 1995. Em 1994, o grupo lançou o seu primeiro álbum, além de ter alcançado, no III Festival Internacional de Coros, em Atenas, a Medalha de Prata na Categoria Coro Misto e o Primeiro Lugar na Categoria Coro Folclórico. 
Em 2006, o maestro regeu o coro no VII Festival Mundial de Coros na cidade de Pueblo, no México. Regeu o Madrigal de Brasília em sua turnê pela Polônia (2008), conquistando o Diploma de Ouro no IV Festival Internacional de Coros "Mundus Cantat" em Sopot. Em setembro de 2010, viajará com o coro para a Itália, onde participará de um festival em Cagliari e de um concurso em Arezzo.
Com o coro Cantares, viajou em 2002 para São Lourenço, onde participou de um encontro de coros. Em 2005, o coro Cantares se apresentou em Goiânia, no Congresso da Associação Brasileira de Regentes de Coros (ABRC);  em 2006, o coro viajou para Criciúma; em 2007, participou do Festival Cantapueblo, na Argentina;  em 2009, o coro participou do Festival Internacional de Coros, em Guayaquil.
Éder Camúzis assumiu o coral da Universidade de Brasília em 2001.
O coro participou de um festival em Pirenópolis em 2003; apresentou-se em São Lourenço em 2004; no Festival Cantapueblo em 2005; no XIX Festival Internacional de Coros, em Guayaquil, em 2007; no Festival Internacional Ensambles Corales, no Uruguai, em 2008; no Festival Provence, na França, em 2009.
Foi professor de regência coral das 25ª e 30ª edições do CIVEBRA e maestro do Grande Coro das 26ª e 27ª edições do mesmo curso. É professor de canto coral do CEP-EMB. 